# IEEE Andrew S. Grove Award
Der IEEE Andrew S. Grove Award des IEEE (IEEE Electron Devices Society) wird für Fortschritte bei Halbleitertechnologie und -bauteilen seit 2001 jährlich verliehen. Er ist mit einer Bronzemedaille verbunden und nach Andrew S. Grove benannt.
Er ersetzte 2001 den IEEE Jack A. Morton Award. Jack A. Morton (1913–1971) war Ingenieur und Erfinder bei den Bell Labs, wo er in den 1950er Jahren die Transistorentwicklung leitete (und vorher aktiv in der Mikrowellenelektronik war). Er war Fellow des IEEE. 1971 erschien sein Buch Organizing for Innovation.

## Preisträger Andrew S. Grove Award
Jeweils mit Laudatio.
- 2001 Al F. Tasch (University of Texas at Austin)  für Beiträge zur MOS-Technologie, Ionenimplantation und Bauteile-Modellierung
- 2002 Dimitri A. Antoniadis (MIT) für wesentliche Beiträge zu Feldeffekt-Bauteile und Silizium-Prozess-Modellierung
- 2003 Mark T. Bohr (Intel) für seine Führungsrolle bei Skalierung fortgeschrittener CMOS-Technologie für Mikroprozessoren
- 2004 Krishna Saraswat (Stanford University) für wesentliche Beiträge zur Verarbeitungstechnologie von Silizium
- 2005 Tso-Ping Ma  (Yale University), für Beiträge zu Verständnis und Entwicklung von CMOS-Gate-Dielektrika.
- 2006 Chang-Gyu Hwang  (Samsung) für Beiträge zur Entwicklung fortgeschrittener Speicher
- 2007 James D. Plummer (Stanford University) für wesentliche Beiträge zur Modellierung, Simulation und Physik von Silizium-Elektronik
- 2008 Stefan K. Lai  (Intel), für Beiträge zur kommerziellen Entwicklung von Flash Memory
- 2009 Eric Fossum (Siimpel Corp.), wesentliche Beiträge zu CMOS-Bildsensoren
- 2010 Bijan Davari (IBM), Beiträge zu Hochleistungs- deep submicron CMOS Technologie.
- 2011 Eugene A. Fitzgerald, Judy Hoyt (Professorin am MIT) für wesentliche Beiträge zur Demonstration der Behandlung von Spannungen aufgrund Si/Ge Gitter-Nichtübereinstimmung für verbesserte Leitungseigenschaften in MOSFET-Bauteilen.
- 2012 Jean-Pierre Colinge (University College Cork) für Beiträge zu Silizium-auf-Isolator Technologie und Bauteilen
- 2013 Shinichi Takagi (Universität Tokio) für Beiträge zum Verständnis des Transports in Inversionsschichten von Hochleistungs-MOSFETs.
- 2014 Sanjay Banerjee (University of Texas at Austin) für Beiträge zu MOSFETs aus Halbleitern der Hauptgruppe IV und damit verbundene Materialverarbeitung.
- 2015 Masayoshi Esashi (Tohoku University) für Mikroelektromechanische Systeme (MEMS) in der Industrieelektronik und für Transportzwecke.
- 2016 Carlos H. Díaz (Taiwan Semiconductor Manufacturing) für Beiträge und Führungsrolle in CMOS-Logik-Transistor-Technologie.
- 2017 Sorin Cristoloveanu (CNRS, Grenoble) für Beiträge zu Silizium-auf-Isolator Technologie und Bauteile mit dünnen Körpern.
- 2018 Gurtej S. Sandhu (Micron Technology Inc.) für Beiträge zur CMOS Technologie, die DRAM und NAND-Memory Chip Skalierung erlaubte.
- 2019 Digh Hisamoto, Chief Senior Scientist bei Hitachi, für Pionierarbeit in der Herstellung dreidimensionaler Doppelgate MOSFET Bauteile.
- 2020 Evelyn L. Hu (Harvard University). “Für Pionierbeiträge zur Fabrikationstechnologie in der Mikroelektronik für Geräte im Nanomaßstab und photonische Geräte.”
- 2021 Hideaki Aochi, Ryota Katsamuta, Masaru Kito (Kioxia Corporation). “Für nachhaltige Pionierbeiträge zu dreidimensionalem Flash-Speicher hoher Dichte.”
- 2022 Heike Riel. “For contributions to materials for nanoscale electronics and organic light-emitting devices.”
- 2023 Hon-Sum Philip Wong. “For contributions to novel and advanced semiconductor device concepts and their implementation.”
- 2024 Tsunenobu Kimoto. “For contributions to silicon carbide material and power devices.”
- 2025 Sayeef Salahuddin. “For pioneering contributions to physics of ferroelectrics and integrated ferroelectric devices.”
- 2026 Suman Datta. “For contributions to and leadership in high-performance and energy-efficient logic transistor research.”

## Preisträger Jack A. Morton Award
- 1976 Robert Noel Hall (General Electric) für herausragende Beiträge zur Festkörperphysik und - chemie und Erfindung und Entwicklung von Halbleiterbauteilen
- 1977 Morgan Sparks (Sandia Labs) für Beiträge zu Festkörperelektronik und technologisches und Forschungs-Management
- 1978 Juri Matisoo (IBM) für Pionier-Technologie bei Josephson-Computern
- 1979 Martin P. Lepselter (Bell Labs) für die Erfindung der beam-lead Struktur und Metallurgie in Silizium-ICs.
- 1980 James F. Gibbons (Stanford) für Pionierbeiträge bei der Verwendung von Ionenimplantation bei Halbleiterbauteilen
- 1981 Nick Holonyak (University of Illinois at Urbana-Champaign) für Beiträge zu Quantentopf (quantum well) Lasern und Halbleiterlasern im Sichtbaren und LEDs.
- 1982 Dov Frohman-Bentchkowsky (Intel Jerusalem) für Beiträge zu nicht-volatilen Halbleiterspeichern
- 1983 Jun’ichi Nishizawa  (Universität Tohoku) für Erfindung und Entwicklung von Static Induction Transistors (SIT) und Fortschritte bei optoelektronischen Bauteilen
- 1984 Hans S. Rupprecht, Jerry M. Woodall (IBM) für Pionierarbeiten in Gallium-Aluminium-Arsenid Heterojunctions und hocheffiziente LEDs und Injektionslaser hergestellt durch Epitaxie in flüssiger Phase.
- 1985 Robert D. Burnham, William Streifer (beide Xerox), Donald Scifres (Spectra Diode Labs in San José) für Beiträge zu elektrisch gepumpten Distributed Feedback Lasern und phase-locked Laser-Arrays hoher Leistung
- 1986 Herbert Kroemer als Pionier von Halbleiter-Heterostrukturen
- 1987 Dennis D. Buss, Richard A. Chapman, Michael A. Kinch (Texas Instruments), für die Demonstration und Entwicklung von Quecksilber-Cadmium-Tellurid monolithisch-integrierter CCD Brennebenen-Arrays.
- 1988 Frank Stern (IBM) für Beiträge zur Theorie von Injektionslasern und zweidimensionaler Elektronengase
- 1989 Chih-Tang Sah (Univ. of Illinois at Urbana-Champaign) für Beiträge zum Verständnis von Halbleiter-Defekten und der Physik von MOS-Bauteilen
- 1990 Gregory E. Stillman (Univ. of Illinois at Urbana-Champaign), Charles M. Wolfe (Washington University), für Züchtung und Charakterisierung von hochreinem Galliumarsenid und ähnlicher Verbindungen
- 1991 Tak H. Ning, Hwa N. Yu (IBM) für Beiträge zur Entwicklung fortgeschrittener bipolarer und MOS Bauteile
- 1992 Takuo Sugano (Universität Tokio) für Beiträge zu Metall-Isolator-Halbleiter-Technologie und Bauteile
- 1993 Toshihisa Tsukada (Hitachi) für Beiträge zur Entwicklung von Buried Heterostructure (BH) Halbleiterlasern
- 1994 Robert E. Kerwin (ATT), Donald L. Klein (IBM), John C. Sarace (Rockwell International)
- 1995 Yoshio Nishi (Hewlett Packard)
- 1996 Robert W. Dutton (Stanford)
- 1997 Chenming Hu (Universität Berkeley)
- 1998 Isamu Akasaki, Meijo-Universität, Shuji Nakamura, Nichia Chem. Industries. Für Beiträge zu Gruppe III-Nitrid-Materialien und Bauteile
- 1999 Charles H. Henry, Bell Labs, für fundamentale Beiträge zum Verständnis von optischen Eigenschaften von Quantentöpfen und Halbleiterlasern.
- 2000: Wolfgang Fichtner (ETH Zürich) für herausragende Beiträge zur Modellierung von Silizium-Elektronik